# Enrica Calabresi

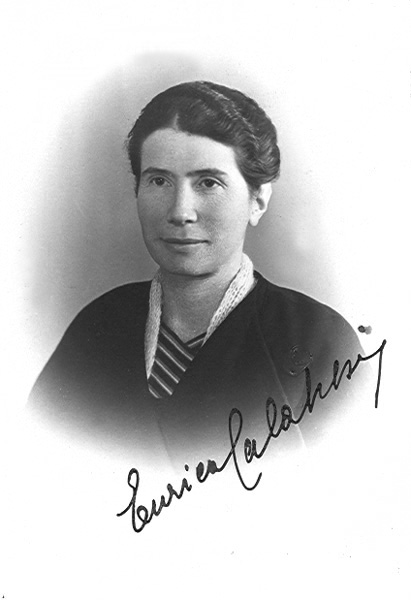

Enrica Calabresi (* 10. November 1891 in Ferrara; † 20. Januar 1944 in Castelfiorentino) war eine italienische Zoologin und Professorin für Agrarentomologie. Sie war Jüdin und wurde ein Opfer des Holocaust.

## Leben
Nach dem Abitur im Jahr 1909 trat Calabresi in die Universität Ferrara ein, wo sie zunächst Mathematik studierte. Ein Jahr später besuchte sie auch Lehrgänge in Botanik und Zoologie an der Universität Florenz, wo sie im Juli 1914 mit der Dissertation Sul comportamento del condrioma nel pancreas e nelle ghiandole salivari del riccio durante il letargo invernale e l’attività estiva unter der Leitung des Zoologen Angelo Senna zum Doktor der Naturwissenschaften promoviert wurde. Einige Monate vor ihrer Promotion, im Februar 1914, wurde sie wissenschaftliche Mitarbeiterin an der Abteilung für Zoologie und vergleichende Wirbeltieranatomie der Universität Florenz. Von 1918 bis 1921 war sie Sekretärin bei der Società Entomologica Italiana. 1922 wurde ihr ein Kuratorenposten in Genua angeboten, stattdessen blieb sie in Florenz, wo sie 1926 die Lehrerlaubnis erlangte. 1933 lehrte sie am Liceo classico Galileo Galilei in Florenz und von 1936 bis 1938 war sie Professorin für Agrarentomologie an der Universität Pisa.

Nach dem Erlass der faschistischen Rassengesetze wurde Calabresi am 14. Dezember 1938 wegen ihrer jüdischen Herkunft die Lehrbefugnis entzogen. Die spätere Wissenschaftsjournalistin Margherita Hack, die zu der Zeit Schülerin am Liceo classico Galileo war, erinnerte sich: 

„Ich habe gesehen, wie sie wegen der Rassengesetze von einem Tag auf den anderen von der Schule gejagt wurde, was mir die Augen dafür öffnete, was eine Diktatur bewirken kann und einen Bruch in mir markierte: Damals wurde ich antifaschistisch.“

Von 1939 bis 1943 unterrichtete Calabresi an der jüdischen Schule in Florenz. Im Januar 1944 wurde sie in ihrer Wohnung verhaftet und nach Santa Verdiana gebracht, ein ehemaliges Kloster, das 1865 in ein Frauengefängnis umgewandelt worden war. Wohlwissend, dass ihr eine Deportation ins Vernichtungslager Auschwitz drohte, verübte sie in der Nacht vom 19. auf den 20. Januar 1944 Suizid durch die Einnahme von Zinkphosphid.
Calabresi gilt als „Mutter der modernen italienischen Herpetologie“. Zwischen 1915 und 1932 veröffentlichte sie 14 wissenschaftliche herpetologische Artikel. Viele davon beschäftigen sich mit Material, das von Enrico Festa und anderen Italienern in Afrika und im östlichen Mittelmeer gesammelt wurde. Die afrikanischen Sammlungen stammen aus Kyrenaika, Tripolitanien, dem Kaiserreich Abessinien (heute Äthiopien) und Belgisch-Kongo. Die Mittelmeersammlungen sind aus Albanien und den griechischen Inseln Samos und Rhodos. Calabresi veröffentlichte die wissenschaftlichen Erstbeschreibungen zu den Geckoarten Hemidactylus fragilis (1915) und Hemidactylus puccionii (1927) sowie zu den Froscharten Tomopterna elegans (1927) und Pyxicephalus obbianus (1927).

## Ehrungen und Dedikationsnamen
Die Abteilung für Entomologie des Zoologischen Museums Florenz wurde nach ihr benannt. Zudem tragen Straßen in Pisa und Ferrara ihren Namen. Richard Kleine beschrieb im Jahr 1922 die Käferart Schizotrachelus calabresii von den Philippinen. Miguel Angel Alonso-Zarazaga, Chris Lyal, Luca Bartolozzi und Alessandra Sforzi führten 1999 die Gattung Calabresia ein. Carl Gans und Raymond Ferdinand Laurent benannten im Jahr 1965 die Blindschlangenart Afrotyphlops calabresii zu Ehren von Enrica Calabresi.